# ليليان جاكسون براون
ليليان جاكسون براون (بالإنجليزية: Lilian Jackson Braun)‏ (20 يونيو 1913، شيكوبي في الولايات المتحدة - 4 يونيو 2011، لاندروم في الولايات المتحدة)؛ صحفية، كاتِبة وروائية أمريكية.

## روابط خارجية
- ليليان جاكسون براون على موقع ميوزك برينز (الإنجليزية)